# Železniční skanzen Lupěné
Železniční skanzen Lupěné se nachází na opuštěné železniční trati mezi Lupěným a Hněvkovem v okrese Šumperk v Olomouckém kraji. Nachází se v nadmořské výšce 292 m a prochází údolím řeky Moravská Sázava.

## Popis
Železniční skanzen a zároveň naučná stezka s cyklistickou stezkou byla zřízena a dokončena v listopadu 2011 na opuštěném úseku původní železniční trati olomoucko-pražské dráhy, která byla postavena v roce 1845 a ukončen provoz v červnu 2006. V rámci modernizace třetího železničního koridoru byla trať v úseku Krasíkov – Zábřeh na Moravě přestavbou dvou úseků napřímena a zkrácena o jeden kilometr. Na opuštěném úseku trati vinoucí se malebným údolím Moravské Sázavy byl snesen kolejový svršek a na náspu byla zřízena cyklistická stezka v délce dvou a půl kilometrů. Železniční skanzen je na počátku a pokračuje naučnou stezkou o pěti zastaveních.
Ve skanzenu byla umístěna historická parní lokomotiva řady 317 z roku 1950, mechanické závory a návěstidla. V roce 2014 byl k lokomotivě osazen vodní jeřáb, který původně sloužil v železniční stanici Ústí nad Orlicí. Dne 9. července 2018 byl k lokomotivě umístěn služební dvounápravový vagon Daa-k 30 54 940 7 182-5, určen pro nákladní vlaky.
Součástí skanzenu je železniční násep, tři původní železniční mosty přes řeku Moravskou Sázavu, skalní zářezy, kamenné milníky původní dráhy a tři strážní domky. Jedním z nich je strážní domek v Lupěném postavený v roce 1845 společností Severní státní dráhy (StEG). Objekt zasazený do železničního náspu s typickým půlkruhovým okénkem ve štítu.
Železniční skanzen a Naučná stezka na opuštěném tělese dráhy se nachází na cyklistické stezce 6232.
V blízkosti je i nově přeložená železniční trať s Hněvkovským tunelem II procházející vrchem Hejnice (403 m n. m.)

## ZastaveníNaučné stezky na opuštěném tělese dráhy
Naučná stezka má celkem pět zastavení:
1. Historie a přestavba železniční trati
2. Geomorfologické změny krajiny a řeka Moravská Sázava
3. Rostliny a živočichové údolí Moravské Sázavy
4. Budování a technické parametry tunelů
5. Výstavba cyklostezky na opuštěném tělese dráhy

## Dostup
Železniční muzeum je dostupné ze železniční zastávky Lupěné nebo stanice Hoštejn na železniční trati 270 Česká Třebová – Přerov.